# Mesovelia melanesica
Mesovelia melanesica är en insektsart som beskrevs av J. Polhemus och D. Polhemus 2000. Mesovelia melanesica ingår i släktet Mesovelia och familjen vattenspringare. Inga underarter finns listade i Catalogue of Life.